# Vacqueriette-Erquières
Vacqueriette-Erquières là một xã ở tỉnh Pas-de-Calais, vùng Hauts-de-France của Pháp.

## Địa lý
Vacqueriette-Erquières có cự ly 18 dặm Anh (27 km) về phía đông nam Montreuil-sur-Mer trên đường D122 road, 4 dặm Anh (6 km) về phía nam Hesdin.

## Dân số
| 1962                                                         | 1968 | 1975 | 1982 | 1990 | 1999 | 2006 |
| ------------------------------------------------------------ | ---- | ---- | ---- | ---- | ---- | ---- |
| 347                                                          | 364  | 319  | 291  | 248  | 247  | 249  |
| Số liệu điều tra dân số từ năm 1962: Dân số không tính trùng |      |      |      |      |      |      |

## Địa điểm nổi bật
- Nhà thờ Đức Bà và Nhà thờ St.Firmin, cả hai đều được xây vào thế kỷ 19.